# Golędzin
Golędzin (prononciation : [ɡɔˈlɛnd͡ʑin]) est un village polonais de la gmina de Zakrzew dans le powiat de Radom de la voïvodie de Mazovie dans le centre-est de la Pologne.
Il se situe à environ 3 kilomètres au sud-ouest de Zakrzew (siège de la gmina), 14 kilomètres à l'ouest de Radom (siège du powiat) et à 87 kilomètres au sud de Varsovie (capitale de la Pologne).

## Histoire
De 1975 à 1998, le village appartenait administrativement à la voïvodie de Radom.